# Маузер МК 30

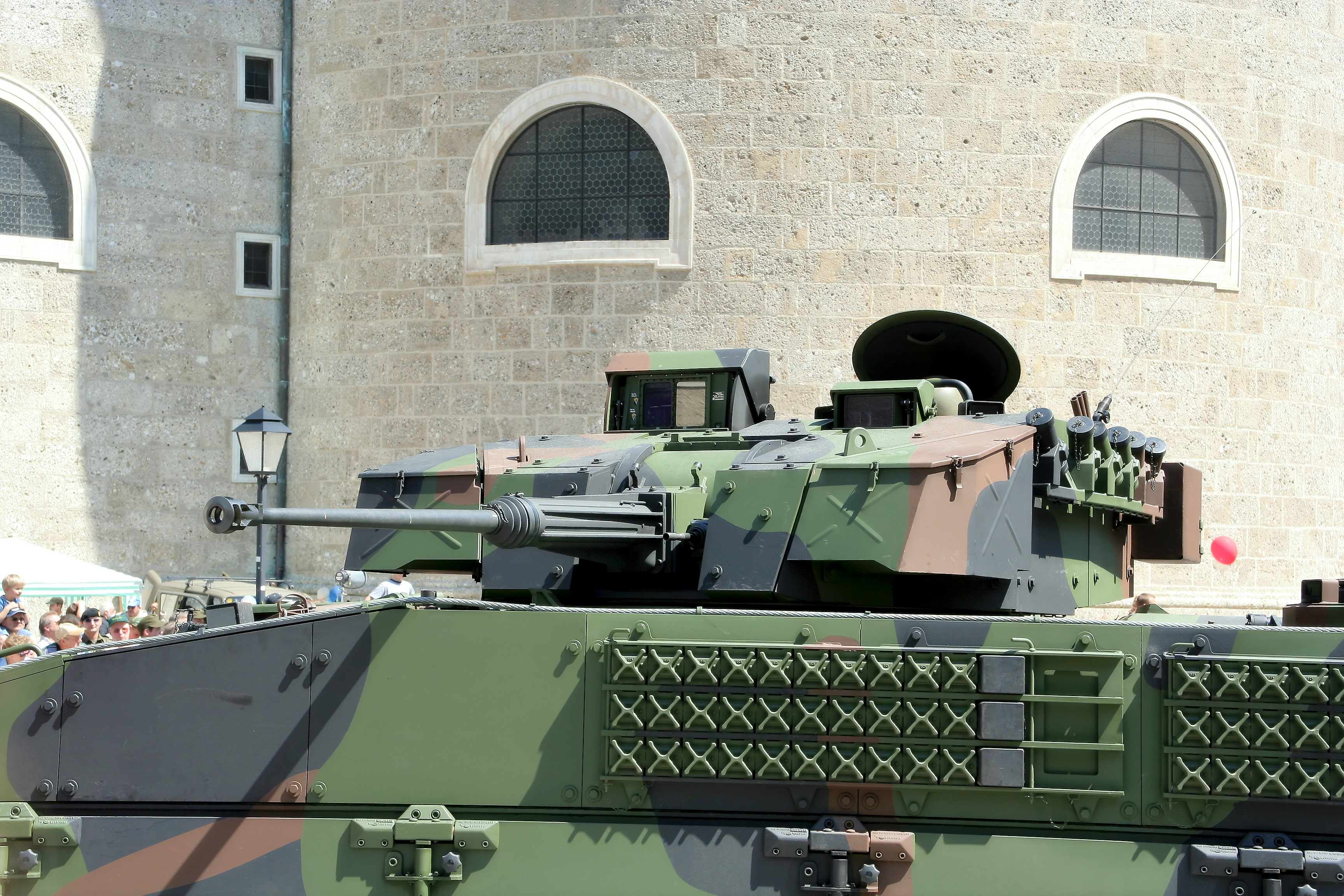
Пушка МК 30-2 в башне БМП «Улан»/ASCOD

«Маузер» МК 30 — автоматическая пушка калибра 30 мм фирмы «Mauser». Наименование образца от нем. Maschinen Kanone. Разработана фирмой «Маузер» к началу 1980-х годов. После поглощения фирмы «Маузер» концерном Rheinmetall Defence, производство пушки осуществляет дочернее предприятие концерна — Rheinmetall Waffe Munition (RWM GmbH).
Для стрельбы из пушки используются 30-мм патроны стандарта НАТО (30 × 173 мм). Благодаря применению 30-мм боеприпасов, экономия объема, занимаемого боекомплектом пушки, по сравнению с боеприпасами калибра 35 мм составляет 50 процентов, по сравнению с боеприпасами калибра 40 мм — 75 процентов. В дальнейшем планируется развитие оружия в направлении его гибкого применения, обеспечивающего возможность поражения наземных, воздушных и морских целей.

## Устройство пушки
Автоматика пушки «Маузер» MK 30 работает на принципе газоотвода. Основными узлами пушки являются: ствол с дульным тормозом, ствольная коробка, патроноподающий механизм и противооткатное устройство. Внутренняя поверхность канала ствола (нарезка прогрессивная) и патронник хромированы для повышения стойкости к действию пороховых газов. За счет двухленточной подачи патронов стрельба из пушки ведется двумя типами боеприпасов — бронебойными и разрывными.
Стрельба из пушки MK 30 ведётся из положения открытого затвора. При производстве выстрела, затвор, находящийся в крайнем заднем положении, размыкается, захватывает патрон из патронного ящика и воспламеняет его. Воспламенение патрона осуществляется электрически или механически. Используются следующие режимы стрельбы: одиночный, быстрый одиночный (200 выстр/мин) и очередью при полной скорострельности. При разработке оружия, заложена возможность проведения разборки пушки, чистки и её технического обслуживания без использования специального инструмента.

## Модификации

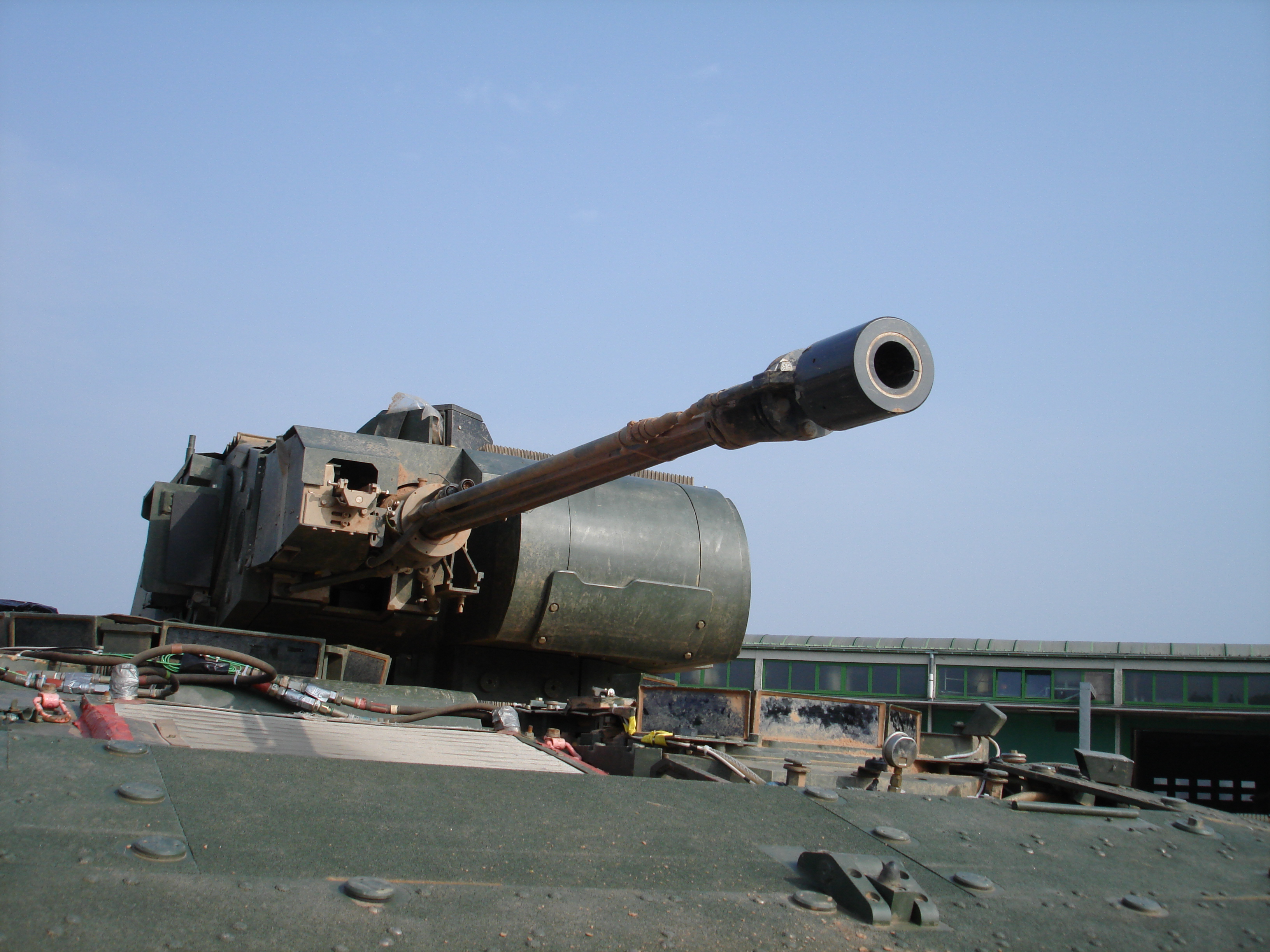
MK 30-2/ABM фирмы «Рейнметалл», установлена на опытном варианте VS2 БМП «Пума», 2009. Надульный программатор взрывателя снарядов типа АВМ.

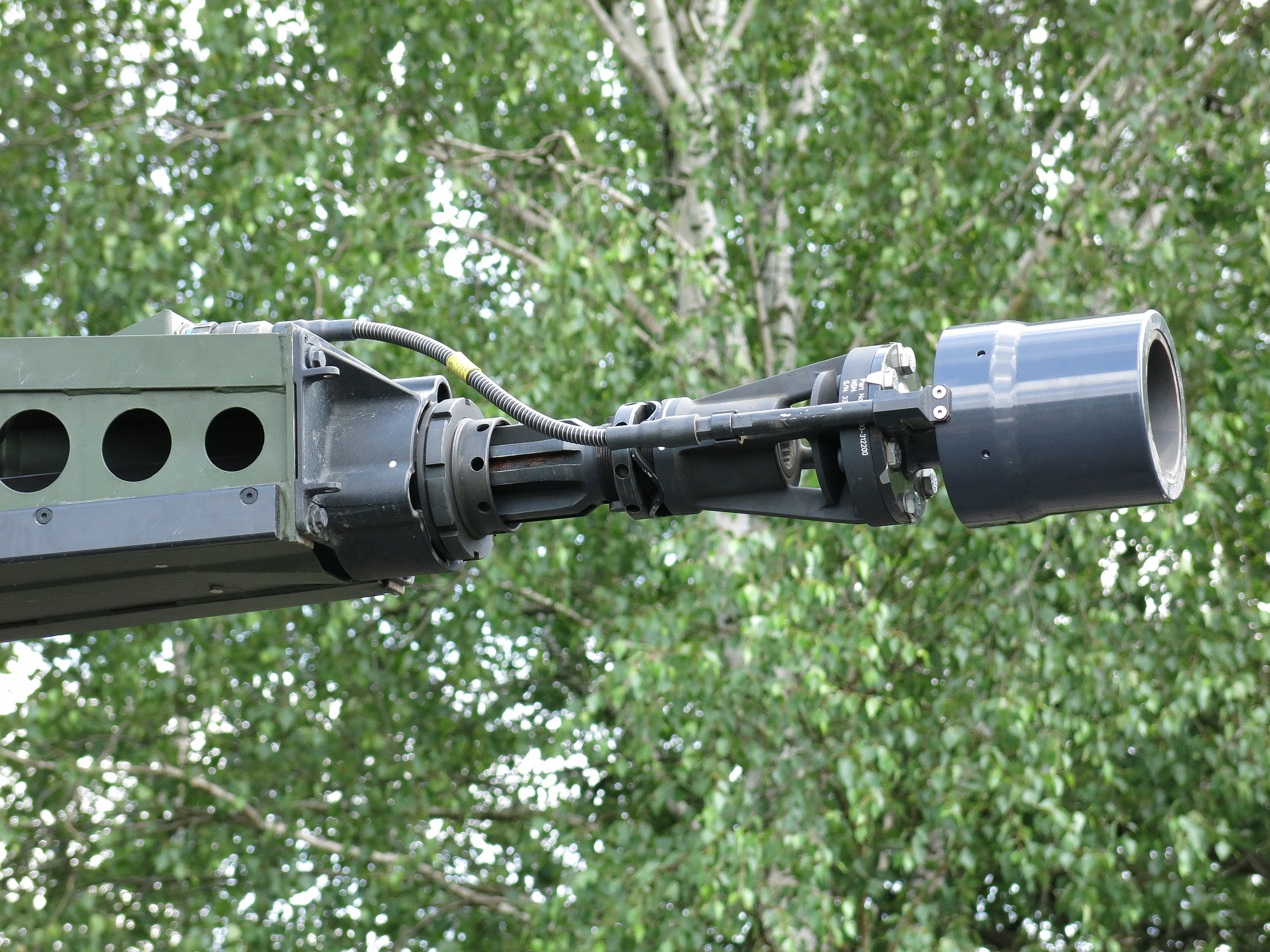
Надульное устройство пушки MK 30-2/ABM с датчиками-соленоидами начальной скорости и программатором взрывателей снарядов типа АВМ в составе комплекса вооружения БМП «Пума» первой серии, 2015.

Пушка «Маузер» MK 30 выпускается в трех модификациях:
- MK 30-1        модель F, для стрельбы патронами 30 × 173 мм с алюминиевой гильзой. Патрон GAU-8 Avenger
- MK 30-2       улучшенная модификация для стрельбы патронами 30 × 173 мм со стальной гильзой
- MK 30-2/ABM     аналогичная предыдущей, но с рядом внесенных изменений, в том числе для возможности стрельбы снарядами ABM (Air Burst Munition), например выстрелами AHEAD.

## Применение
Пушка «Маузер» MK 30-1 используется, главным образом, в качестве зенитной системы (например, надводных кораблей небольшого водоизмещения), с возможностью объединения в спаренную зенитную установку. Пушка MK-30-2 используется преимущественно на боевых машинах пехоты, либо на боевых бронированных машинах от легкой до средней категории.
В качестве основного вооружения новой немецкой БМП «Пума» предусмотрено использование пушки «Маузер» МК 30 в варианте MK 30-2/ABM . То есть приспособленном для стрельбы снарядами воздушного подрыва ABM (Air Burst Munition), и с этой целью оснащенной надульным устройством программирования взрывателя снаряда.
Также устанавливается на боевых бронированных машинах семейства ASCOD.

## Характеристики
|                              | MK 30-1                            | MK 30-2                            | MK 30-2/ABM                        |
| ---------------------------- | ---------------------------------- | ---------------------------------- | ---------------------------------- |
| Тип оружия                   | одноствольная автоматическая пушка | одноствольная автоматическая пушка | одноствольная автоматическая пушка |
| Калибр                       | 30 × 173 мм                        | 30 × 173 мм                        | 30 × 173 мм                        |
| Принцип действия             | Газоотвод                          | Газоотвод                          | Газоотвод                          |
| Темп стрельбы                | 800 выстр/мин                      | 700 выстр/мин                      | 700 выстр/мин(*)                   |
| Эффективная дальность        | 3000 м                             | 3000 м                             | 3000 м                             |
| Масса                        | 155,5 кг                           | 173 кг                             | 198 кг                             |
| Длина ствола                 | 2588 мм                            | 3307 мм                            | нет                                |
| Длина (полная)               | 3350 мм                            | 3307 мм                            | 3780 мм                            |
| Высота                       | 291 мм                             | 295 мм                             | нет                                |
| Ширина (с 2-х лент. подачей) | 286 мм                             | 310 мм                             | нет                                |

(*) При установке на БМП «Пума» указанный темп ограничен значением 200 выстр/мин, для достижения лучшей точности стрельбы.

## Боеприпасы[2]

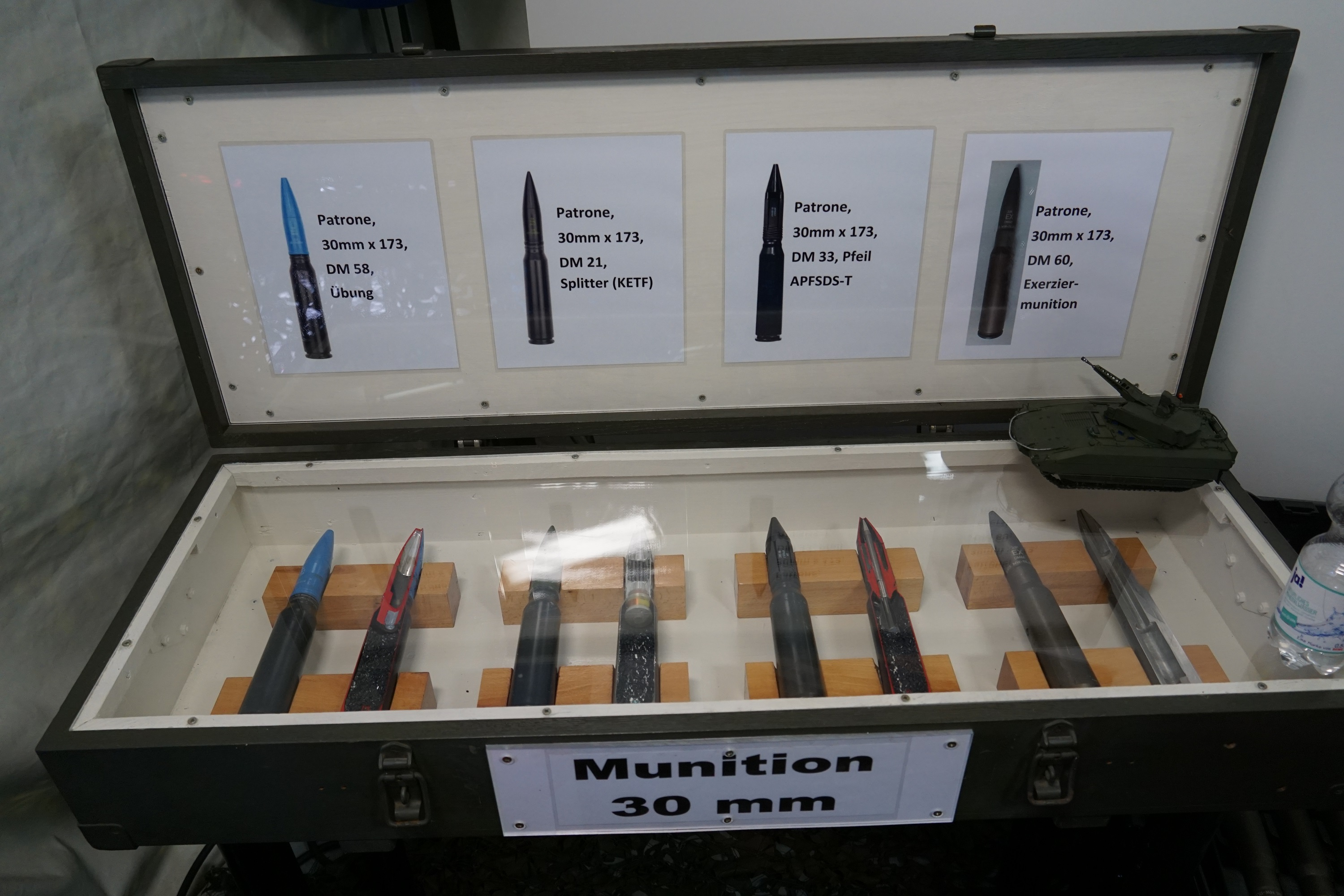
30-мм боеприпасы БМП «Пума». Слева - направо: учебный (практический) DM 58, осколочный (KETF) DM 21, стреловидный (БОПТС) DM 33, учебно-тренировочный DM 60.

- Патрон Oerlikon PMC287 с бронебойным оперенным подкалиберным трассирующим снарядом (БОПТС) — для пушки MK 30-2. Бронепробитие: 60 мм/60 град/2000 м
- Патрон с осколочно-фугасным зажигательным снарядом (ОФЗ)
- Патрон с бронебойным подкалиберным снарядом (БПС)
- Патрон с многофункциональным снарядом МР
- Патрон с практическим снарядом ТР-Т.

Снаряды всех патронов пушки MK 30 укомплектованы пластмассовыми ведущими поясками, применение которых положительно сказывается на живучести ствола пушки. По данным Jane’s Armour and Artillery, применение пластмассовых поясков позволяет повысить живучесть стволов в три раза.

## На вооружении
- Германия: БМП «Пума»
- Австрия: в составе БМП «Улан»
- Греция: в составе спаренной зенитной установки «Artemis 30»
- Испания: в составе БМП «Пизарро»